# カーライル・ビールズ
カーライル・ビールズ（Carlyle Smith Beals、1899年6月29日 - 1979年7月2日）はカナダの天文学者である。
ノバスコシア州カンソーに生まれた。トロント大学、ロンドン大学で学び、1927年からヴィクトリアのドミニオン天体物理学天文台で働いた。非常に高温の恒星のスペクトル線の研究を行い、それらの星が大きなガスに包まれていることを示した。1946年にオタワのドミニオン天文台に移り、翌年天文台長となった。カナダの隕石クレータの研究を行ない、アルバータ州に流星観測のカメラ網を作った。
1951年王立協会フェロー選出。1964年に退職し、オタワで没した。
月のクレーターと小惑星(3314)Bealsに命名された。

## C・S・ビールズ賞
カナダ天文学会は、優れた業績をあげたカナダ人またはカナダで働いた天文学者に授与するC・S・ビールズ賞を設けた。